# Saint-Pierre de Montmartre
Saint-Pierre de Montmartre är en kyrkobyggnad i Paris, invigd åt den helige Petrus. Kyrkan är belägen vid Rue du Mont-Cenis i Paris artonde arrondissement.